# October Surprise
Als October Surprise (deutsch Oktober-Überraschung) wird in der US-amerikanischen Politik eine überraschende Wendung von Geschehnissen unmittelbar vor einer Wahl – meist Präsidentschaftswahlen – genannt, die maßgeblich zur Beeinflussung der Wahl beitragen kann. Die Bezeichnung des Monats Oktober begründet sich im Zeitraum unmittelbar vor den Wahlen selbst, die in den Vereinigten Staaten stets Anfang November stattfinden. In der Vergangenheit konnte bei den als October Surprise dargestellten Ereignissen eine Beeinflussung der Umfragewerte festgestellt werden. Ob die Vorkommnisse den Ausgang einer Wahl tatsächlich verändert haben, ist umstritten.
Das politische Schlagwort wird meistens im Zusammenhang mit den Wahlen zum Präsidenten genannt, kann sich aber auch auf Wahlen zum Kongress oder Gouverneurswahlen in den Bundesstaaten beziehen, da alle diese Wahlen im November abgehalten werden.

## Herkunft des Begriffes
Der Begriff kam in Gebrauch kurz nach der Präsidentschaftswahl 1972 zwischen dem republikanischen Amtsinhaber Richard Nixon und dem Demokraten George McGovern, als die Vereinigten Staaten im vierten Jahr der Friedensverhandlungen im Vietnamkrieg standen. Am 26. Oktober 1972, zwölf Tage vor dem Wahltag, trat der amerikanische Verhandlungsführer der Nixon-Regierung, Henry Kissinger, vor die Presse im Weißen Haus und gab bekannt: „Der Frieden liegt zum Greifen nahe.“ Präsident Nixon, der nach seinem Amtsantritt Anfang 1969 versprochen hatte, den inzwischen unpopulären Krieg rasch und ehrenhaft zu beenden, hatte zwar die Truppenstärke im Laufe seiner Amtszeit substanziell reduziert, doch wurden die Kampfhandlungen auf die Nachbarländer Vietnams, Laos und Kambodscha, ausgeweitet und heftige Luftangriffe durchgeführt. Diese hatten zahlreiche Antikriegsdemonstrationen zur Folge, was Nixon und seine Regierung unter Zugzwang zum Friedensschluss setzte. Nach Kissingers Erklärung „Der Frieden ist nahe“ wurde allgemein angenommen, diese Einschätzung erhöhe seine Chancen auf eine erfolgreiche Wiederwahl stark und der Bevölkerung könne glaubhaft gemacht werden, es sei jetzt im Interesse der Friedensschließung nicht empfehlenswert, die gegenwärtige Regierung abzuwählen. Nixon konnte in der Folge bei der Wahl einen erdrutschartigen Sieg verbuchen. Der formale Friedensschluss erfolgte am 27. Januar 1973 – sieben Tage nach Nixons zweiter Amtseinführung –, nachdem im Dezember 1972 nochmals heftige Luftangriffe erfolgt waren. Im März 1973 waren letzte US-Truppen aus Vietnam abgezogen, 1975 waren alle Kämpfe beendet.
Seit dieser Wahl wurde der Begriff October Surprise in verschiedenen US-Wahlkampfkampagnen von politischen Anhängern der einen Seite verwendet, um strategisch kurz vor der Wahl lancierte, öffentlichkeitswirksame Informationen der anderen Seite als solche zu entlarven und zu diskreditieren.

## Bekannte Beispiele

### Präsidentschaftswahl 1968
Bei der Präsidentschaftswahl 1968 standen sich der amtierende demokratische Vizepräsident Hubert H. Humphrey und der Republikaner Richard Nixon gegenüber. Hauptthema der Kampagne war der Vietnamkrieg, der inzwischen von Teilen der US-Bevölkerung abgelehnt wurde. Aus diesem Grund und der Tatsache, dass der Krieg für die Vereinigten Staaten ungünstig verlief, begann die Regierung unter Präsident Lyndon B. Johnson, der nicht erneut kandidierte, im Frühjahr 1968 mit Friedensverhandlungen. In der breiten Öffentlichkeit wurde angenommen, dass das Wahlergebnis davon abhänge, ob es der Johnson-Regierung bis zum Wahltag gelänge, ein Friedensabkommen mit Nordvietnam zu schließen. Um den Verhandlungen neuen Schwung zu verschaffen und den in den Umfragen zurückliegenden Humphrey zu unterstützen, verkündete Präsident Johnson im Oktober 1968, die seit März des Jahres partiell eingestellten Luftangriffe in Vietnam würden komplett ausgesetzt. Diese Entscheidung führte dazu, dass Humphrey in den Meinungsumfragen deutlich aufholte. Zu einem Friedensschluss kam es nicht, Nixons Wahlkampfteam hatte auch im Geheimen die Gespräche sabotiert, um ein Friedensabkommen hinauszuzögern. Nixon gewann die Wahl anschließend mit 0,7 Prozentpunkten Vorsprung in der Popular Vote.

### Präsidentschaftswahl 1980
Ein brisantes Wahlkampfthema der Präsidentschaftswahl im Jahr 1980, die zwischen Amtsinhaber Jimmy Carter und seinem republikanischen Herausforderer Ronald Reagan ausgetragen wurde, war eine seit mehr als einem Jahr andauernde Geiselnahme von amerikanischen Diplomaten in Teheran. Carter gelang es dabei trotz diplomatischer Verhandlungen nicht, eine Freilassung zu erwirken, da er die von den Geiselnehmern geforderten Waffenlieferungen ablehnte. Aufgrund des bemerkenswerten zeitlichen Zusammenfalls des Ausgangs der Präsidentschaftswahl – Reagan gewann mit deutlicher Mehrheit – mit dem Ende der Geiselnahme kam schnell der Verdacht der Einflussnahme des Reagan-Lagers auf. Am Tag von Reagans Amtseinführung, nur 20 Minuten nach dem Ende seiner Amtsantrittsrede, gab die iranische Regierung die Freilassung der Geiseln bekannt. Verschiedene Indizien deuteten darauf hin, dass Reagan und sein Team sich im Geheimen mit Vertretern Teherans trafen, um die schon vorher beschlossene Geiselbefreiung hinauszuzögern. Damit sollte verhindert werden, dass Carter das Ende der Geiselnahme für sich als politischen Sieg verbuchen konnte und Wählerstimmen gewänne – die sogenannte October Surprise wäre damit eingetreten. Der damalige iranische Präsident Abolhassan Banisadr äußerte, dass es ein solches Abkommen mit Ayatollah Khomeini gab und der damalige israelische Außenminister Jitzchak Schamir äußerte, er glaube dass es das Abkommen gegeben hat. Der damalige texanische Gouverneur John Connally übermittelte laut seinem Berater der iranischen Führung die Nachricht, dass sie von Reagan einen besseren Deal erhalten, falls sie die Geiselnahme verlängern. Ein direkt dokumentierter Beweis für die Einflussnahme Reagans konnte jedoch nicht erbracht werden. Es gibt auch Beobachter jener Zeit, die argumentieren, Carters Niederlage sei mit einer innenpolitischen Krise, allen voran der stagnierenden Wirtschaft, zu begründen und eine durch seine Regierung erwirkte Freilassung der Geiseln hätte das Ergebnis kaum verändert.

### Präsidentschaftswahl 2000
Ende Oktober 2000 wurde kurz vor der Präsidentschaftswahl, bei der sich Al Gore und George W. Bush gegenüberstanden, bekannt, dass Bush im Jahr 1976 wegen Trunkenheit zeitweise inhaftiert gewesen war. Es wurde angenommen, diese Veröffentlichung könne Bush im Wahlkampf massiv schaden. Bush gewann die Wahl, jedoch erhielt er in der Bevölkerung weniger Stimmen als sein Kontrahent Gore: Im entscheidenden Wahlmännergremium konnte er aber aufgrund des Wahlsystems eine knappe Mehrheit erzielen und wurde damit zum Sieger der Wahl erklärt. Bush gestand noch vor der Wahl seine Inhaftierung ein.

### Präsidentschaftswahl 2012
In zahlreichen US-Medien wurde im Vorfeld der Präsidentschaftswahl 2012 der Hurrikan Sandy als October Surprise gewertet. Dieser traf Ende Oktober auf die Ostküste der Vereinigten Staaten und forderte zahlreiche Todesopfer. Auch in der Millionenmetropole New York City waren zahlreiche Sachschäden und geflutete U-Bahn-Tunnel zu beklagen. Im Gegensatz zu seinem Herausforderer Mitt Romney gelang es US-Präsident Barack Obama, auch durch seine Stellung als Amtsinhaber, sich als Krisenmanager zu profilieren. Sein Krisenmanagement wurde auch von republikanischen Politikern wie dem Gouverneur von New Jersey, Chris Christie, positiv bewertet, obwohl dieser Romney im Wahlkampf unterstützt hatte. Auch New York Citys parteiloser Bürgermeister Michael Bloomberg gab eine Wahlempfehlung für den Präsidenten ab: Der Sturm sei durch den Klimawandel begünstigt worden, dem Obama entschiedener gegenüber stehe als der republikanische Kandidat Romney. Obama konnte die Wahl am 6. November ziemlich deutlich gewinnen, allerdings ergaben US-Umfragen, dass der Sturm für viele Bürger kein stimmentscheidendes Ereignis gewesen sei. Viele Befragte gaben an, bereits vor Oktober entschieden zu haben, wen sie wählen möchten.

### Präsidentschaftswahl 2016
Am 28. Oktober 2016, weniger als zwei Wochen vor der Präsidentschaftswahl am 8. November, gab der Direktor des FBI James B. Comey in einem Brief an Kongressabgeordnete bekannt, erneut im sogenannten E-Mail-Skandal gegen die demokratische Präsidentschaftsbewerberin Hillary Clinton zu ermitteln. Clinton hatte während ihrer Zeit als Außenministerin von 2009 bis 2013 dienstliche E-Mails mit sensiblen Inhalten über einen privaten statt den besser gesicherten Server des Außenministeriums verschickt und damit gegen Sicherheitsauflagen verstoßen. Im Sommer waren die Ermittlungen in diesem Fall eingestellt worden. Damals hatte FBI-Chef Comey der Präsidentschaftskandidatin lediglich grob fahrlässiges und nicht kriminelles Verhalten vorgeworfen. Daher empfahl er dem Justizministerium, keine Anklage zu erheben. 
Die Wiederaufnahme der Ermittlungen wurde in vielen Medien als eine Wende im Wahlkampf beschrieben. Der republikanische Bewerber Donald Trump nutzte die Vorwürfe, um seine Herausforderin erneut als korrupt zu etikettieren. In den folgenden Tagen konnte Trump in Umfragen Zugewinne verbuchen. Hatten zahlreiche Medien noch in der Woche zuvor Trumps Chancen nahezu abgeschrieben, wurde von den Republikanern ein Wahlsieg wieder als möglich erklärt und von einer October Surprise gesprochen. Von Seiten demokratischer Politiker sah sich Comey, selbst Republikaner, scharfer Kritik ausgesetzt. Senatoren wie Harry Reid erklärten, der FBI-Direktor habe möglicherweise gegen den Hatch Act verstoßen, der Beamte in ihrer Amtsfunktion zur Neutralität bei politischen Wahlen verpflichtet.

### Präsidentschaftswahl 2020
Am 2. Oktober 2020 machte US-Präsident Donald Trump auf Twitter bekannt, dass er und die First Lady Melania Trump an COVID-19 erkrankt sind. Trump begab sich kurz darauf vorsorglich in das Walter-Reed-Militärkrankenhaus in Bethesda. Er war seit Beginn der Pandemie dafür kritisiert worden, die Gefahr durch das Virus nicht ernst zu nehmen. Am 29. September hatte das erste von drei geplanten Fernsehduellen zur Präsidentschaftswahl stattgefunden, bei der er sich über einen längeren Zeitraum mit seinem demokratischen Herausforderer Joe Biden im selben Fernsehstudio aufgehalten hatte. Trump hatte sich dabei über Biden lustig gemacht, der häufig eine Maske trägt. Biden und seine Frau wurden negativ getestet.

## Deutschsprachiger Raum
Im deutschsprachigen Raum gibt es ein in dieser Regelmäßigkeit und Häufigkeit kein vergleichbares Phänomen. Wohl aber gibt es verschiedene Beispiele, dass Spitzenkandidaten von Parteien durch kurz vor Wahlen veröffentlichte Presseberichte in Skandale verwickelt wurden, so etwa:
- Die Barschel-Affäre: Am 12. September 1987 berichtete das Nachrichtenmagazin Der Spiegel, dass aus dem Umfeld des damaligen Ministerpräsidenten Schleswig-Holsteins, Uwe Barschel (CDU) versucht wurde, den Ruf des Oppositionsführers Björn Engholm (SPD) mit unlauteren Mitteln massiv zu schädigen. Bei der Wahl am 13. September verlor die CDU sechs Prozentpunkte, wodurch im Landtag ein Patt zwischen CDU-FDP-Regierung und Opposition entstand. Im weiteren Verlauf der Affäre wurde Barschel am 11. Oktober 1987 unter ungeklärten Umständen tot in einer Badewanne in einem Genfer Hotel aufgefunden.
- Die Ibiza-Affäre: Am 17. Mai 2019 veröffentlichten die deutschen Online-Medien Süddeutsche.de und Spiegel Online Ausschnitte einer Video-Aufzeichnung, in der ein Treffen von Heinz-Christian Strache, bis dahin Vizekanzler in der österreichischen Bundesregierung Kurz I und Bundesparteiobmann der Freiheitlichen Partei Österreichs (FPÖ), sowie Johann Gudenus, bis dahin Nationalratsabgeordneter und geschäftsführender FPÖ-Klubobmann, mit einer angeblichen Nichte eines russischen Oligarchen in einer Villa auf der spanischen Insel Ibiza zu sehen ist. Darin zeigen beide ihre Bereitschaft zur Korruption, Umgehung der Gesetze zur Parteienfinanzierung sowie zur verdeckten Übernahme der Kontrolle über parteiunabhängige Medien. Am 18. Mai 2019 gab Strache seinen Rücktritt als Vizekanzler, Bundesminister und FPÖ-Bundes- und Landespartei-Obmann bekannt. Am 27. Mai 2019 votierte der Nationalrat mehrheitlich für das Misstrauen gegenüber der gesamten Bundesregierung. Am 29. September 2019 erfolgte die vorgezogene Nationalratswahl. Die ÖVP erzielte deutliche Gewinne, FPÖ und SPÖ erlitten deutliche Verluste. Die 2017 ausgeschiedenen Grünen zogen wieder in den Nationalrat ein und bildeten zusammen mit der ÖVP das Kabinett Kurz II.
- Am 25. August 2023, fünf Wochen vor der Landtagswahl in Bayern am 8. Oktober 2023, berichtete die Süddeutsche Zeitung, der stellvertretende bayerische Ministerpräsident sowie bayerische Wirtschaftsminister Hubert Aiwanger (Freie Wähler) habe im Schuljahr 1987/88 als Schüler der Klasse 11 ein Flugblatt mit „rechtsextremen“ und „antisemitischen“ Inhalten verfasst.